# عوض‌حاجی
عوض حاجی ، روستایی است از توابع بخش مرکزی شهرستان گنبد کاووس در استان گلستان ایران.

## جمعیت
این روستا در دهستان آق‌آباد قرار داشته و براساس سرشماری سال ۱۳۸۵ جمعیت آن ۶۵۸ نفر (۱۳۶خانوار) بوده‌است.